# Damiria toxifera
Damiria toxifera är en svampdjursart som beskrevs av van Soest, Zea och Kielman 1994. Damiria toxifera ingår i släktet Damiria och familjen Acarnidae.
Artens utbredningsområde är havet kring Seychellerna. Inga underarter finns listade i Catalogue of Life.